# Stazione fantasma

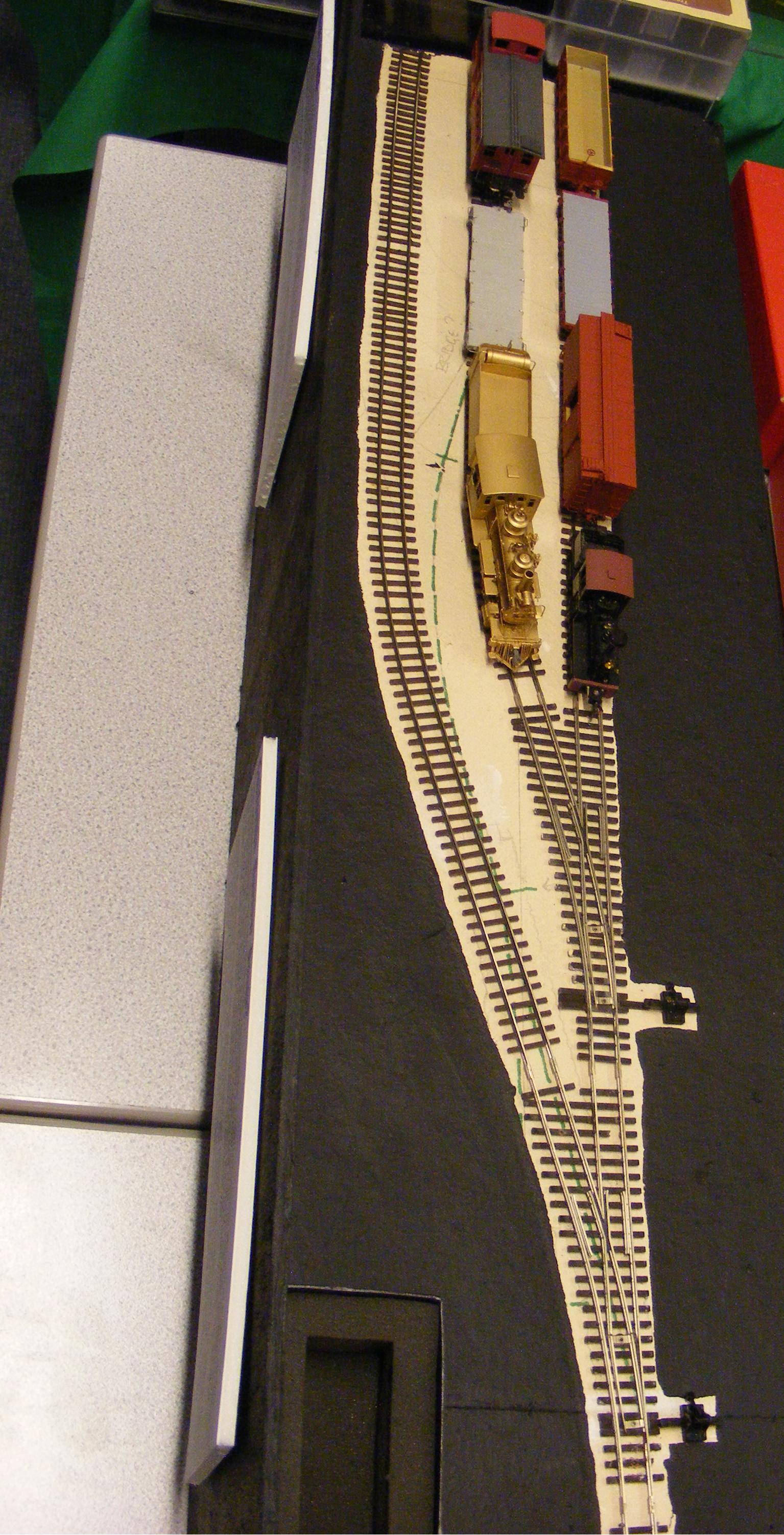
Una stazione fantasma ("staging yard").

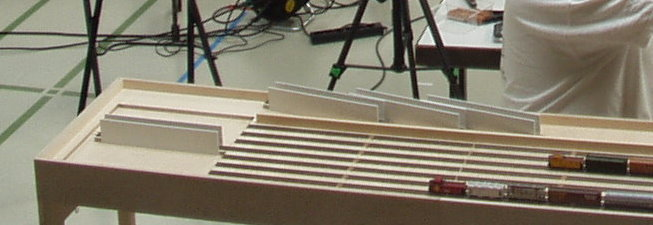
Una stazione fantasma realizzata con una piattaforma scorrevole orizzontalmente in un modulo FREMO.

Una stazione fantasma (anche detta stazione nascosta) è un elemento tipico di un plastico ferroviario in miniatura.
Si tratta di un fascio di binari analogo a quello di una stazione, o di uno scalo merci reale, ed è situata in una zona nascosta del plastico: ad esempio celata in galleria, sotto una collina, o in un locale adiacente, o nel retro del plastico in una zona non visibile al pubblico.
Può avere un duplice scopo, od essere usata soltanto per l'una o l'altra delle due principali funzioni descritte nel seguito: una funzionale e una scenografica.
Se raggiungibile dall'operatore può essere utilizzata per le operazioni di composizione manuale dei convogli ferroviari (è il luogo in cui motrici e vetture vengono poste sui binari e composte in un treno). In questo caso corrisponde a quella che in inglese viene denominata staging yard.
La seconda funzione è quella di "rappresentare il mondo esterno", e aumentare la varietà scenica del plastico. In questo caso un treno che scompare alla vista degli spettatori entrando nella stazione fantasma può sostare lì, ed essere sostituito da un secondo treno di diversa 
composizione. In questo modo si ha la possibilità di far viaggiare, anche 
su un piccolo plastico dotato di un solo binario, una varietà di diversi 
convogli. Per questo secondo tipo di stazione nascosta in inglese si usa 
il termine fiddle yard.
Spesso le due funzionalità vengono associate nella stessa istanza, per 
cui in italiano si tende ad usare un solo termine per entrambe le 
accezioni.

## Struttura
Nel caso più semplice le stazioni fantasma sono realizzate tramite un insieme di 
scambi che all'ingresso della stazione generano un fascio di binari 
paralleli che poi si riuniscono nuovamente all'uscita della stazione.
In altri casi si utilizza una piattaforma contenente un fascio 
rettilineo di binari paralleli. La piattaforma può effettuare delle 
traslazioni ortogonalmente ai binari, permettendo quindi al convoglio in 
ingresso di accedere all'uno o all'altro binario. In questo sono simili ad 
un ponte trasbordatore a raso, anche se al vero i ponti trasbordatori 
operano generalmente solo su motrici, mentre nella stazione fantasma 
essi agiscono su convogli interi.
In casi più rari la piattaforma può essere 
dotata anche della possibilità di ruotare un convoglio di 180 gradi.
Altre volte al posto del fascio di binari paralleli in piano si possono 
avere binari affiancati in verticale: in questo caso un meccanismo simile 
ad un ascensore permette il ricovero dei convogli su livelli 
sovrapposti. Infine, possono esserci casi in cui il movimento verticale ed 
orizzontale sono combinati per archiviare un gran numero di convogli.